# Robert Woods (football américain)
Pour les articles homonymes, voir Robert Woods et Woods.
(en) Statistiques sur pro-football-reference
Robert Thomas Woods (né le 10 avril 1992 à Gardena en Californie) est un joueur américain de football américain évoluant au poste de wide receiver.
Il joue  dans la National Football League (NFL) pour la franchise des Texans de Houston après avoir été membre des Bills de Buffalo (2013-2016), des Rams de Los Angeles (2017-2021) et des Titans du Tennessee (2022).
Au niveau universitaire, il a joué pendant trois saisons pour les Trojans de l'USC dans la NCAA Division I Football Bowl Subdivision avant de se présenter à la draft 2013 de la NFL où il est choisi par les Bills.
Avec les Rams, il remporte le Super Bowl LVI gagné 23 à 20 contre les Bengals de Cincinnati.

## Biographie

### Jeunesse
Woods a étudié à la Junipero Serra High School de sa ville natale de Gardena. Il est classé onzième meilleur joueur du territoire et meilleur joueur au poste de receveur par Scout.com. Le site Rivals.com va plus loin en le classant sixième meilleur joueur des États-Unis.

### Carrière universitaire
En 2010, il obtient une bourse sportive à l'université de Californie du Sud et y joue pour les Trojans en compagnie de Kyle Prater (en), deuxième meilleur receveur du pays. Le 18 septembre 2010 lors du match contre les Golden Gophers du Minnesota, il inscrit un touchdown à la suite d'un retour kickoff (coup d'envoi) de 97 yards. Lors de cette même saison contre le Cardinal de Stanford, il totalise 12 réceptions pour un gain total de 224 yards.
Lors du match d'ouverture de la saison 2011, contre Minnesota, il bat le record détenu jusqu'alors par Jonny Morton du plus grand nombre de réceptions réussies par un joueur des Trojans sur un match et égale le record de touchdowns inscrits en un seul match par un Trojan (3). Il termine la saison avec 111 réceptions, 1 292 yards et 15 touchdowns. Il bat le record du plus grand nombre de réceptions en une saison de la conférence Pac-10, effaçant le précédent record de Keyshawn Johnson réalisé en 1995. Il est un des trois finalistes du Fred Biletnikoff Award remporté par Justin Blackmon. Il est aussi sélectionné dans l'équipe-type All-America de la saison alors qu'il n'est encore que sophomore (étudiant de deuxième année).

### Carrière professionnelle
Il est sélectionné en 41e choix global lors du premier tour de la draft 2013 de la NFL par la franchise des Bills de Buffalo.
Après y avoir passé quatre saisons, il signe en mars 2017 un contrat de 5 ans pour un montant de 34 millions de dollars avec les Rams de Los Angeles.
Woods commence la saison 2020 avec six réceptions pour un gain de 105 yards lors de la victoire 20 à 17 contre les Cowboys de Dallas. Le 18 septembre 2020, il signe une prolongation de contrat d'une durée de quatre ans pour un montant de 65 millions de $
. En 11e semaine lors de la victoire 27 à 24 contre les Buccaneers de Tampa Bay, Woods effectue 12 réceptions pour un gain de 130 yards et un touchdown ce qui lui vaut d'être désigné meilleur joueur offensif de la semaine en NFC. Qualifiés pour la phase finale, les Rams remportent 30 à 20 le match du tour de wild card joué contre les Seahawks de Seattle au cours duquel Woods effectue quatre réceptions pour un gain de 48 yards et un touchdown.
Le 12 novembre 2021, Woods se déchire le ligament croisé antérieur lors d'une séance d'entraînement ce qui met un terme à sa saison. Son bilan 2021 lors des neuf matchs disputés avant sa blessure est de 45 réceptions pour un gain total de 556 yards et cinq touchdowns. Sans Woods, les Rams remportent le Super Bowl LVI gagné 23 à 20 contre les Bengals de Cincinnati. La veille de sa blessure, les Rams avaient engagé Odell Beckham Jr. lequel a joué un rôle déterminant lors du Super Bowl.
Le 19 mars 2022, Woods est transféré aux Titans du Tennessee en échange d'un choix de 6e tour de la draft 2023. Il termine la saison 2022 en tant que meilleur receveur de son équipe avec 53 réceptions pour un gain cumulé de 527 yards et deux touchdowns. Ce bilan constitue cependant sa moins bonne performance en carrière.
Le 14 mars 2023, Woods signe un contrat de deux ans avec les Texans de Houston.

## Statistiques
| Légende | Légende               |
| ------- | --------------------- |
|         | Gagnant du Super Bowl |
| Gras    | Record de carrière    |

| Année       | Équipe           | Statut      | MJ |     | Passes réceptionnées | Passes réceptionnées | Passes réceptionnées | Passes réceptionnées |       | Courses | Courses | Courses | Courses |
| Année       | Équipe           | Statut      | MJ | Nb. | Yards                | Moy.                 | TD                   | Nb.                  | Yards | Moy.    | TD      |         |         |
| 2010        | Trojans de l'USC | Fr.         | 13 | 065 | 0792                 | 12,2                 | 06                   | 6                    | 50    | 08,3    | 0       |         |         |
| 2011        | Trojans de l'USC | So.         | 12 | 111 | 1 292                | 11,6                 | 15                   | 7                    | 16    | 02,3    | 0       |         |         |
| 2012        | Trojans de l'USC | Jr.         | 13 | 076 | 0846                 | 11,1                 | 11                   | 1                    | 76    | 76,0    | 0       |         |         |
| Totaux NCAA | Totaux NCAA      | Totaux NCAA | 38 | 252 | 2 930                | 11,6                 | 32                   | 14                   | 142   | 10,1    | 0       |         |         |

| Année              | Équipe              | MJ  |     | Passes réceptionnées | Passes réceptionnées | Passes réceptionnées | Passes réceptionnées |       | Courses | Courses | Courses | Courses |  | Fumbles | Fumbles |
| Année              | Équipe              | MJ  | Nb. | Yards                | Moy.                 | TD                   | Nb.                  | Yards | Moy.    | TD      | Nb.     | Perdus  |  |         |         |
| 2013               | Bills de Buffalo    | 14  | 40  | 0587                 | 14,7                 | 3                    | 02                   | 016   | 8,0     | 0       | 0       | 0       |  |         |         |
| 2014               | Bills de Buffalo    | 16  | 65  | 0699                 | 10,8                 | 5                    | -                    | -     | -       | -       | 1       | 1       |  |         |         |
| 2015               | Bills de Buffalo    | 14  | 47  | 0552                 | 11,7                 | 3                    | 01                   | 0     | 0,0     | 0       | 2       | 1       |  |         |         |
| 2016               | Bills de Buffalo    | 13  | 51  | 0613                 | 12,0                 | 1                    | 01                   | 06    | 6,0     | 0       | 0       | 0       |  |         |         |
| 2017               | Rams de Los Angeles | 12  | 56  | 0781                 | 13,9                 | 5                    | 02                   | 012   | 6,0     | 0       | 1       | 1       |  |         |         |
| 2018               | Rams de Los Angeles | 16  | 86  | 1 219                | 14,2                 | 6                    | 19                   | 157   | 8,3     | 1       | 0       | 0       |  |         |         |
| 2019               | Rams de Los Angeles | 15  | 90  | 1 134                | 12,6                 | 2                    | 17                   | 115   | 6,8     | 1       | 0       | 0       |  |         |         |
| 2020               | Rams de Los Angeles | 16  | 90  | 0936                 | 10,4                 | 6                    | 24                   | 155   | 6,5     | 2       | 2       | 1       |  |         |         |
| 2021               | Rams de Los Angeles | 09  | 45  | 0553                 | 12,4                 | 4                    | 08                   | 046   | 5,8     | 1       | 0       | 0       |  |         |         |
| 2022               | Titans du Tennessee | 17  | 53  | 0527                 | 09,9                 | 2                    | -                    | -     | -       | -       | 0       | 0       |  |         |         |
| Totaux en carrière | Totaux en carrière  | 142 | 623 | 7 604                | 12,2                 | 37                   | 74                   | 507   | 6,9     | 5       | 6       | 4       |  |         |         |

| Année              | Équipe              | MJ |     | Passes réceptionnées | Passes réceptionnées | Passes réceptionnées | Passes réceptionnées |       | Courses | Courses | Courses | Courses |
| Année              | Équipe              | MJ | Nb. | Yards                | Moy.                 | TD                   | Nb.                  | Yards | Moy.    | TD      |         |         |
| 2017               | Rams de Los Angeles | 1  | 09  | 142                  | 15,8                 | 0                    | 0                    | 0     | 00,0    | 0       |         |         |
| 2018               | Rams de Los Angeles | 3  | 17  | 172                  | 10,1                 | 0                    | 4                    | 11    | 02,8    | 0       |         |         |
| 2020               | Rams de Los Angeles | 2  | 12  | 096                  | 08,0                 | 1                    | 1                    | -3    | -3,0    | 0       |         |         |
| Totaux en carrière | Totaux en carrière  | 6  | 38  | 410                  | 10,8                 | 1                    | 5                    | 08    | 01,6    | 0       |         |         |

## Palmarès
- Vainqueur du Super Bowl LVI ;
- Meilleur joueur offensif 2010 de la Pac-10 ;
- Reconnu par consensus joueur All-American en 2011 ;
- Sélectionné dans l'équipe type de la Pac-10 en 2010 ;
- Sélectionné dans l'équipe type de la Pac-10 en 2011 ;
- Sélectionné dans la deuxième type de la Pac-10 en 2012 ;
- Reconnu lycéen All-American par USA Today en 2009.

## Identité visuelle

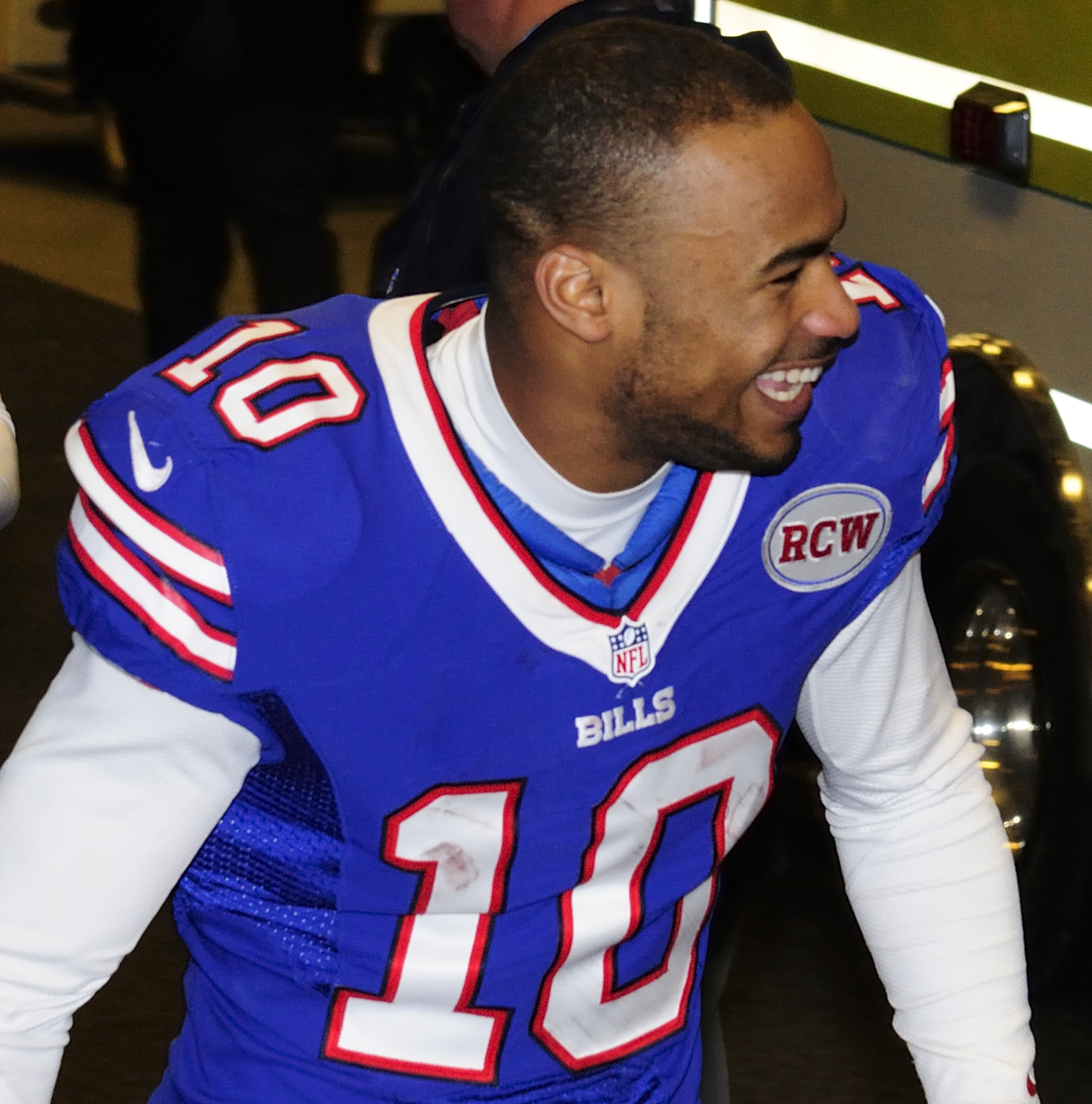
En 2014 chez les Bills.
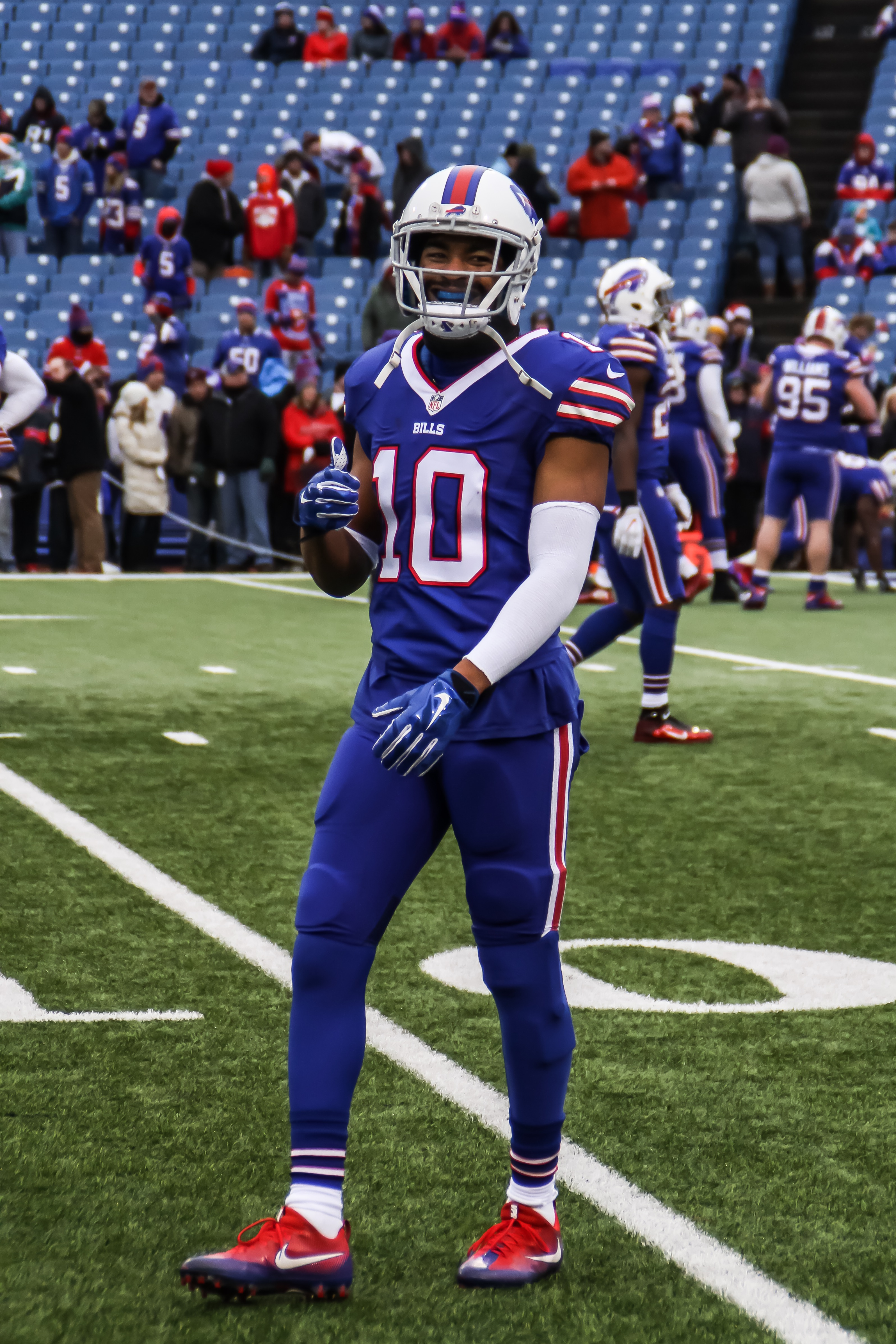
En 2016 chez les Bills.
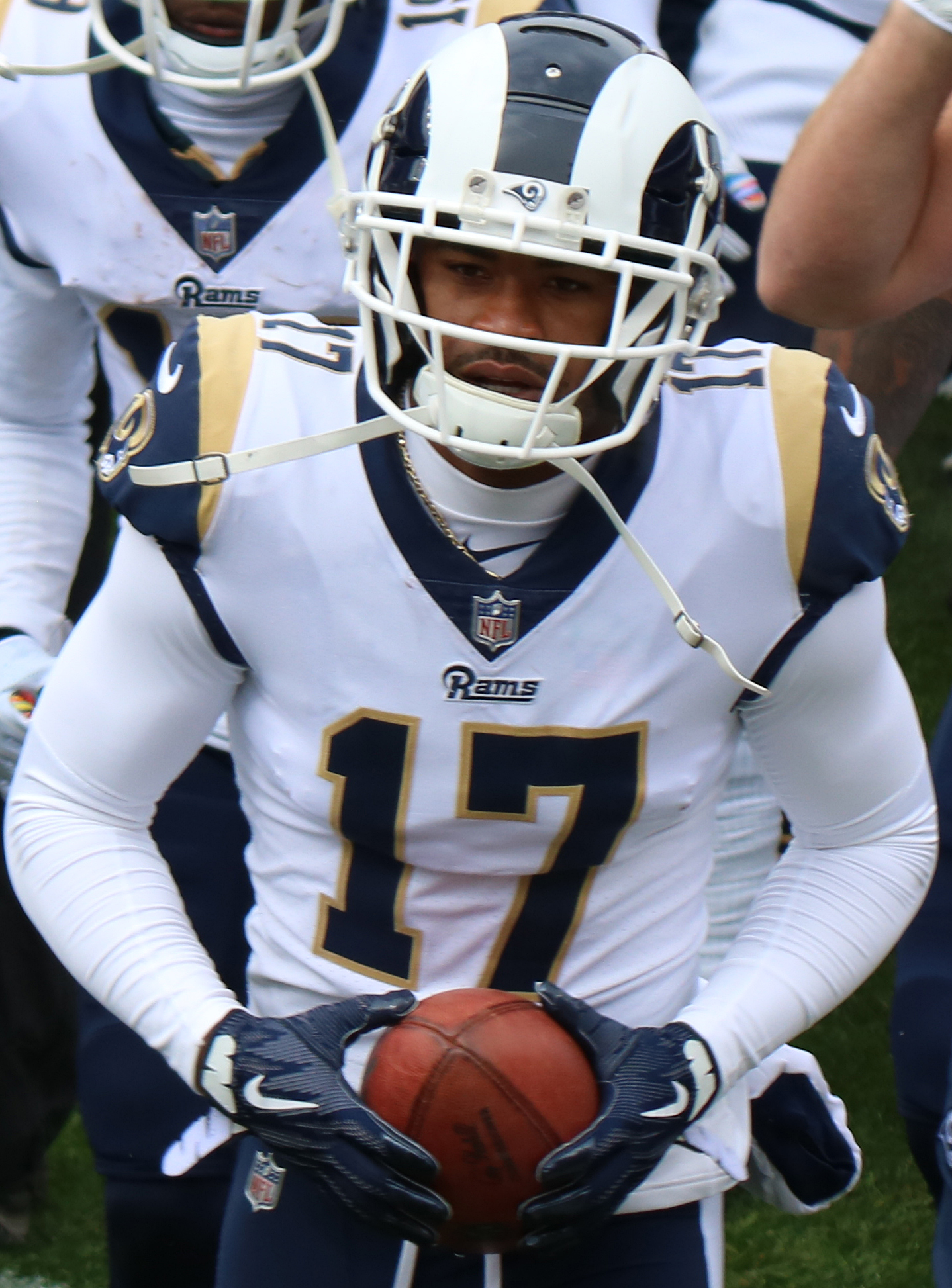
Avec les Rams en 2018.
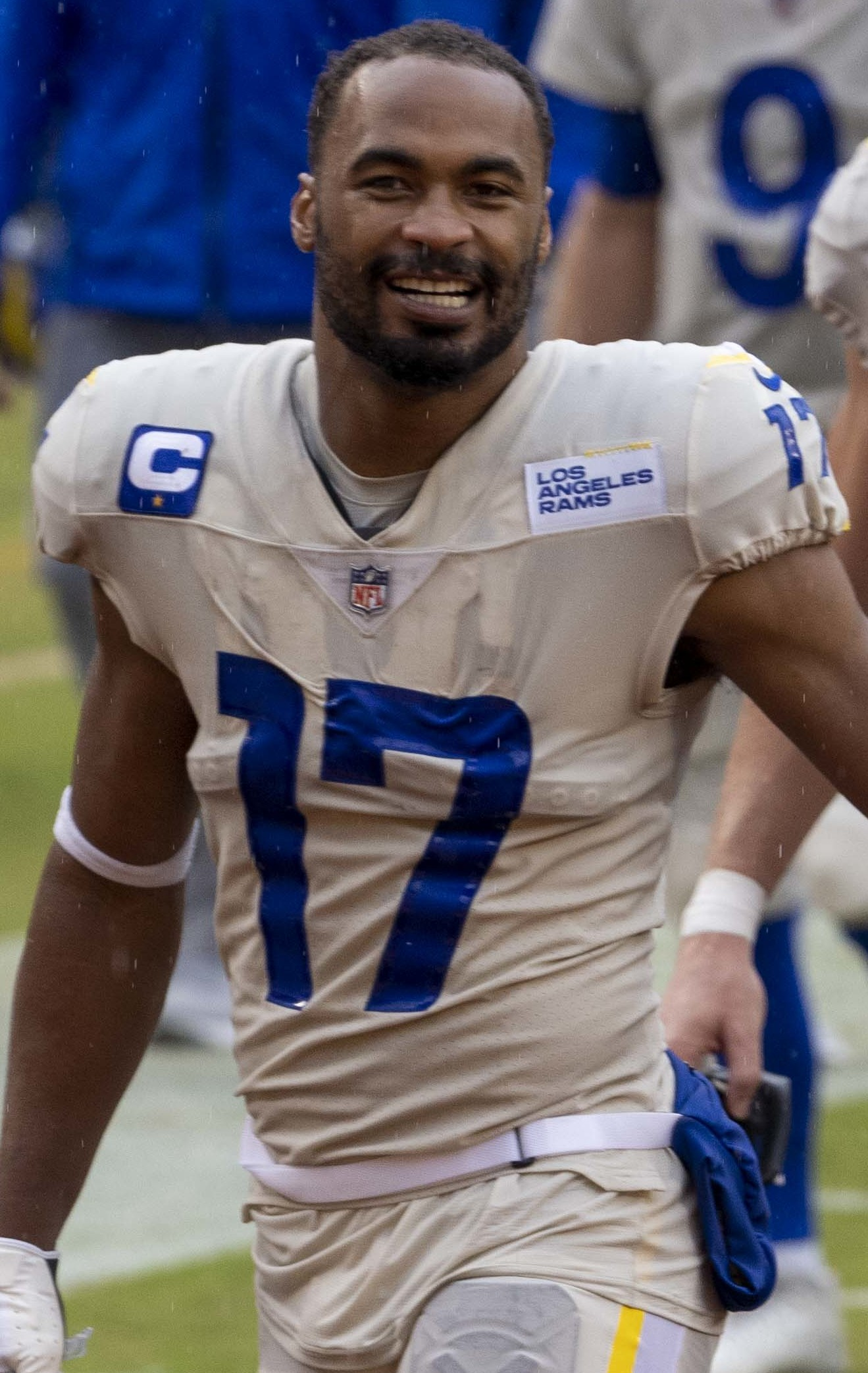
En 2020 avec les Rams.